# Frode Beyer
Frode Beyer (18. juni 1894 – 2. oktober 1976) var en dansk teolog og biskop i Haderslev Stift i perioden 1956-1964.

## Uddannelse og virke
Han blev student fra Metropolitanskolen i 1913, cand.theol. i 1920, ordineret i 1921 og blev derefter kaldskapellan ved Frederiksberg Kirke.
Den 7. august 1924 blev han udnævnt til præst ved Rinkenæs Sogn, hvor han havde sit virke de følgende godt 31 år – de første år i Rinkenæs Gamle Kirke, der med årene var kommet til at henligge isoleret 4 kilometer fra den bymæssige bebyggelse, som efterhånden havde udviklet sig i Rinkenæs omkring hovedvejen fra Sønderborg til Kruså.
Den gamle kirkes isolerede beliggenhed havde ført til overvejelser om opførelse af en mere centralt beliggende kirke. I 1927 købte han mellem Rinkenæs Overby og Rinkenæs Nederby 4 tønder land, som han skænkede til opførelse af en ny kirke med tilhørende kirkegård. Den 3. april 1930 blev grundstenene til Rinkenæs Korskirke lagt – den første af biskop Valdemar Ammundsen fra Haderslev, den næste af pastor Beyer og den tredje af menighedsrådet. Korskirken blev indviet 4. september 1932.
I forbindelse med sin deltagelse i arbejdet i ”Sønderjysk Hjælpefond”, som kronprinsesse, senere dronning Ingrid fra 1936 var protektor for og deltager i med uddeling af tøj til mindre bemidlede såvel fra ”Folkehjem” i Åbenrå som ved lokale uddelinger, herunder i Rinkenæs, kom han og familien i kontakt med kronprinsparret, hvilket blev indledningen til en lang række, årligt tilbagevendende samvær med den kongelige familie både i præstegården i Rinkenæs og på Gråsten Slot.
Han blev udnævnt til provst i Aabenraa Provsti 11. oktober 1937 og i foråret 1956 til biskop i Haderslev Stift, hvor han virkede indtil sin pensionering 1. juli 1964.
Han var i 1929-1949 bestyrelsesmedlem i Præsteforeningen og blev Ridder og senere Kommandør af Dannebrogordenen.

## Familie
Han blev født 18. juni 1894 i Sankt Johannes sogn i København som søn af cand.pharm. Andreas Beyer (1858-1911) og Vilhelmine Johanne Elisabeth, født Thaning (1861-1909).
Han blev gift i Simeons sogn 16. maj 1922 med Karen Elisabet Bodelsen (1901-1990),  med hvem han fik tre sønner i 1923, 1925 og 1928 samt en datter i 1932.

## Udgivelser
- Valdemar Ammundsen . Liv og tanker, Gad, 1954
- Erindringsbogen Efterklang og eftertanke. Glimt fra grænselandet, Lohses Forlag, København 1967